# Щорічник Польського геральдичного товариства
Щорічник Польського геральдичного товариства (пол. Rocznik Polskiego Towarzystwa Heraldycznego) — видання 1905—1913 років у м. Львові та в 1920—1930 рр. у м. Кракові, під редакцією Владислава Семковича (спочатку під назвою «Щорічник геральдичного товариства»). Журнал цей був присвячений не лише геральдиці, але й сфрагістиці та генеалогії. Окрім статтей К. Добровольського, Станіслава Козеровського, С. Мікуцького, Б. Намисловського, Ганни Полачковни, А. Прохаського та ін., журнал публікував польську геральдичну та генеалогічну бібліографію у дослідженні Зигмунта Вдовишевського.
Щорічник був перевиданий як «Нова серія» відродженим Польським геральдичним товариством та том I (XII) був опублікований у 1993 р. (ISSN 1230-803X). Від тому I до т.VIII редактором був професор Стефан Кшиштоф Кучинський. Цю функцію з 2010 року (том ІХ) виконував Славомир Гужинський. Щорічник видається у м. Варшаві у видавництві «DiG». Том X у 2011 р. вийшов одночасно польською та англійською мовами.